# Časová pásma ve Španělsku

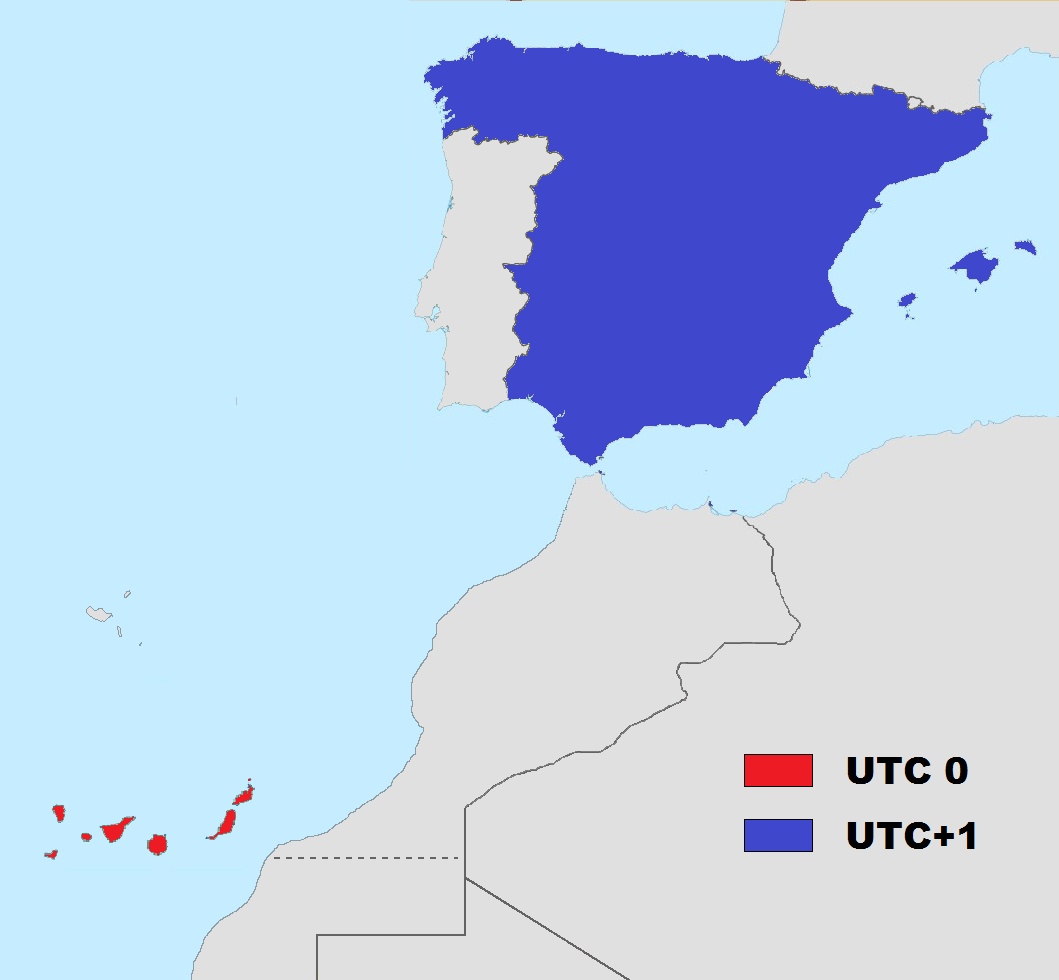

Časová pásma ve Španělsku pokrývají délkový rozsah 22°29', což odpovídá časovému rozdílu nejvýchodnějšího a nejzápadnějšího cípu (včetně ostrovů) území Španělska 1,5 hodiny. Platí zde časové pásmo UTC+1 s úpravou pro Kanárské ostrovy, kde je zaveden čas UTC 0. Na celém území se pravidelně aplikuje sezónní změna času.

## Standardizovaný čas
Podle královského dekretu 2781 z roku 1976 je zákonný čas ve Španělsku definován ve vztahu k UTC a v souladu s článkem 149 španělské ústavy z roku 1978 je určení oficiálního času v kompetenci státu. Zákonný čas je stanoven od roku 1940 na UTC+1, přičemž na Kanárských ostrovech je čas oproti němu hodinu posunut.

### Hranice
Hranice mezi zónami nejsou definovány. Definice odlišnosti pro Kanárské ostrovy je vzhledem ke geografii Španělska jednoznačná.

### Sezónní změna času
Současně platná sezónní změna času (Hora de Verano) je zavedena od roku 1974 a během ní je čas na celém území posunut o jednu hodinu dopředu oproti standardnímu času. Přechod na tento čas nastává stejně jako v celé Evropské unii poslední březnovou neděli, kdy se ve 2 hod. posouvá čas o jednu hodinu dopředu, a končí poslední říjnovou neděli, kdy se ve 2 hod. posouvá čas o jednu hodinu zpět.

## Nestandardizovaný čas
Ve Španělsku se vedou soustavně diskuse o návratu k původnímu stavu z první poloviny 20. století, kdy platil čas UTC 0. V současné době probíhají ekonomické analýzy, jaký by měl tento posun ekonomický dopad. Podle současných údajů přináší současná úprava roční úsporu 60 mil. €, což něco víc než 1 € na jednoho obyvatele. Situace je palčivá zejména v Galicii, jejíž nejzápadnější výspa leží na západním poledníku 9°15'46" a poledne středního slunečního dne tam nastává 1.37 hodiny po oficiálním poledni a v létě to je dokonce 2.37 hodin.
Debata o úpravě časového pásma dostává i politický kontext, protože současný čas byl zaveden za Frankovy diktatury, přičemž se zapomíná, že poprvé tento čas zavedli republikáni o dva roky dříve.

## Historie
Před přijetím jednotného času se ve Španělsku používal místní sluneční čas, jak bylo obvyklé až do Evropské geodetické konference, která se konala ve Římě v roce 1883. Ve Španělsku byl jednotný čas zaveden od 1. ledna 1901 jako čas odpovídající greenwichskému poledníku a týkal se pošty, telegrafů, telefonů, železnice, ministerských úřadů a jejich poboček, a to pouze na pevnině a Baleárských ostrovech, nikoli na jiných ostrovech nebo španělských územích v Africe. Mimo to definoval den od 0 do 24 hodin a odstranil tak přetrvávající nejednoznačnost, kdy začíná nový den. Už před tím existoval jednotný čas na železnici a měl hodnotu +0.15, což odpovídá střednímu času poledníku 3°45' západní délky, tedy přibližně poloze poledníku procházejícího Madridem. V průběhu doby byly vydány rozličné regulativy upravující používání času ve Španělsku. Mají nejednotné formulace a střídají se v nich termíny jako zákonný čas (hora legal), oficiální čas (hora oficial) a civilní čas (hora civil), což má za následek obtížnou interpretaci.
15. dubna 1918 byl poprvé zaveden letní čas (UTC+1) a tak to platilo ještě v roce 1919. V roce 1922 byl zákonný čas upraven o hodinu dozadu (UTC-1) na Kanárských ostrovech. Španělsko se vrátilo k letnímu času v roce 1924 a ten platil až do roku 1929 a poslední královské vlády už nevydaly příslušné vyhlášky. Zvláštní situace nastala během občanské války, kdy jak nacionalističtí povstalci, tak i republikánská vláda vyhlásili letní čas. Přitom se ale jeho platnosti lišila, dokonce v roce 1938 vyhlásili republikáni letní čas posunutý o dvě hodiny na UTC+2 a na zimu ho vrátili jen o hodinu zpět, čímž ve skutečnosti posunuli Španělsko do pásma středoevropského času.
| Letní čas po dobu občanské války | Letní čas po dobu občanské války | Letní čas po dobu občanské války | Letní čas po dobu občanské války | Letní čas po dobu občanské války | Letní čas po dobu občanské války | Letní čas po dobu občanské války |
| Rok                              | Republika                        | Republika                        | Republika                        | Povstalci                        | Povstalci                        | Povstalci                        |
| Rok                              | začátek                          | konec                            | čas                              | začátek                          | konec                            | čas                              |
| -------------------------------- | -------------------------------- | -------------------------------- | -------------------------------- | -------------------------------- | -------------------------------- | -------------------------------- |
| 1937                             | 16. červen                       | 2. říjen                         | UTC+1                            | 22. květen                       | 2. říjen                         | UTC+1                            |
| 1938                             | 2. duben                         | 30. duben                        | UTC+1                            | 26. březen                       | 1. říjen                         | UTC+1                            |
| 1938                             | 30. duben                        | 2. říjen                         | UTC+2                            | 26. březen                       | 1. říjen                         | UTC+1                            |

Po vítězství povstalců byl letní čas zaveden v roce 1939 a o rok později už ne, protože již platil příkaz, kterým, se ve Španělsku počínaje 16. březnem zavedl středoevropský čas natrvalo. Letní čas se znovu zavedl roku 1942 a platil až do roku 1949. Obnoven byl až po více než dvaceti letech v roce 1974 jako důsledek ropné krize, přičemž Španělsko zavedlo tuto úpravu rychleji než ostatní západoevropské země (Francie 1976, Portugalsko 1977), a tato úprava platí doposud (2015).

## Národní čas
Za národní čas se běžně bere čas pevninské části Španělska, a tak se i hlásí v rozhlase s dodatkem „…a o jednu hodinu méně na Kanárských ostrovech.“